# Mamoru Nishida

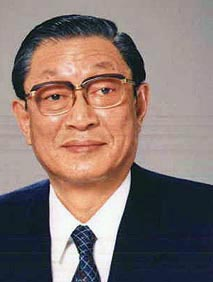
Mamoru Nishida (1998)

Mamoru Nishida (jap. 西田 司, Nishida Mamoru; * 13. Mai 1928 in Ōzu, Präfektur Ehime; † 9. Mai 2014 in der Präfektur Ehime) war ein japanischer Politiker der Liberaldemokratischen Partei (LDP), der 27 Jahre lang Abgeordneter des Unterhauses (Shūgiin) sowie mehrmals Minister war.

## Leben

### Bürgermeister, Unterhausabgeordneter und Leiter der Behörde für das Staatsland
Mamoru Nishida absolvierte nach dem Schulbesuch im Kreis Kita ein Studium der Agrarwissenschaften an der Universität Ehime. Seine politische Laufbahn begann er in der Kommunalpolitik 1959, als er als Kandidat der LDP zum Bürgermeister von Nagahama, einer Kleinstadt im Kreis Kita, gewählt wurde und diese Funktion bis 1963 ausübte.
Bei der Shūgiin-Wahl vom 5. Dezember 1976 wurde er als Nachfolger von Eikichi Takahashi im Bezirk Ehime III erstmals als Abgeordneter in das Unterhaus (Shūgiin) gewählt und gehörte diesem nach acht Wiederwahlen bis 2003 an. Innerhalb seiner Partei gehörte er zum sogenannten Donnerstagsklub (Mokuyō kurabu), aus dem später der Heisei Kenkyūkai hervorging, die zweitgrößte Faktion der Fraktion der LDP. In den folgenden Jahren arbeitete er eng mit Hiromu Nonaka zusammen.
Nachdem Premierminister Toshiki Kaifu am 29. Dezember 1990 sein zweites Kabinett umbildete, wurde Nishida Leiter der Behörde für das Staatsland (Kokudo-chō), in der er zuvor Parlamentarischer Staatssekretär war. Dieses Amt bekleidete er bis zum 5. November 1991 und war somit für die Regulierung von Landnutzung, Regionalplanung und Teile des Katastrophenschutzes zuständig. In seine Amtszeit fiel dabei auch die Aktivitätsphase des Vulkans Unzen zu Beginn der 1990er Jahre bei der 50 Menschen ums Leben kamen und Pläne zur Evakuierung von 16.000 Personen erarbeitet wurden. Dabei handelte es sich um die schwerste Naturkatastrophe in Japan seit 32 Jahren, als während der Amtszeit des damaligen Bauministers Isamu Murakami durch den Taifun Vera in der Ise-Bucht im September 1959 über 5000 Menschen ums Leben kamen und 1,5 Millionen Menschen obdachlos wurden.

### Unterstützer von Keizō Obuchi und Innenminister
Zusammen mit dem früheren Minister für Post und Telekommunikation sowie Verkehrsminister Kanezō Muraoka und dem früheren Verkehrsminister Shinji Satō gehörte er zu den Unterstützern von Keizō Obuchi als dieser 1992 als Nachfolger von Shin Kanemaru zum Vorsitzenden der Heisei Kenkyūkai gewählt wurde.
Nachdem am 30. Juli 1998 Keizō Obuchi selbst Premierminister wurde, berief dieser ihn zum Innenminister (Jichi daijin) und Vorsitzenden der Nationalen Kommission für Öffentliche Sicherheit (Kokka kōan iinkai) in dessen Kabinett. Diese Ministerämter bekleidete er bis Obuchi am 14. Januar 1999 eine Koalition mit der Liberalen Partei von Ichirō Ozawa bildete, und Takeshi Noda sein Nachfolger als Innenminister sowie Vorsitzender der Nationalen Kommission für Öffentliche Sicherheit und damit einziger Minister der Liberalen Partei in dem um drei Minister verkleinerten umgebildeten Kabinett Obuchi wurde. 
Während seiner Zeit als Minister trat er als Abgeordneter maßgeblich für die Interessen seiner Heimatprovinz Ehime ein. So spielte er 1999 eine wesentliche Rolle als Moriyuki Katō erstmals zum Gouverneur der Präfektur Ehime gewählt wurde, und sich dabei überraschend deutlich mit 420.000 Wählerstimmen gegen den amtierenden Gouverneur Sadayuki Iga durchsetzen konnte, der nur knapp 240.000 Stimmen erhielt. Weiterhin trat er auch für den Bau der Autobahn in der Region Nan’yo, um den südlichen Teil der Präfektur Ehime zu stärken. Zuletzt setzte er sich zusammen mit dem damaligen Bürgermeister von Matsuyama und heutigen Gouverneur von Ehime, Tokihiro Nakamura, für das von der Nationalen Krankenhausorganisation (Kokuritsu byōin kikō) betriebene Krebszentrum von Shikoku in Matsuyama ein.
Am 4. Juli 2000 wurde Nishida Mamoru von Premierminister Yoshirō Mori im Rahmen einer Kabinettsumbildung abermals zum Innenminister sowie Vorsitzender der Nationalen Kommission für Öffentliche Sicherheit in dessen zweites Kabinett berufen und behielt diese Ämter nunmehr bis zur Umbildung dieses Kabinetts am 5. Dezember 2000 und seiner damit verbundenen Ablösung durch Toranosuke Katayama, der zugleich auch Postminister wurde. Für seine Verdienste wurde ihm 2002 das Großkreuz des Ordens der Aufgehenden Sonne verliehen.  
Als es während der Amtszeit von Premierminister Jun’ichirō Koizumi 2003 zur Abstimmung des Sondermaßnahmen-Gesetzes über die Umsetzung der Sicherheitsmaßnahmen sowie humanitäre und Wiederaufbauhilfe-Aktivitäten im Irak kam, enthielt er sich der Stimme, nachdem eine von Makoto Koga beantragte offene Aussprache im Kokkai, dem Parlament Japans, von der Regierung abgelehnt wurde.
Bei der Shūgiin-Wahl vom 9. November 2003 kandidierte er nicht erneut für ein Abgeordnetenmandat und zog sich weitgehend aus dem politische Leben zurück. 2005 verlieh ihm die Präfektur Ehime den Preis für sein Lebenswerk sowie 2008 die Stadt Ōzu den Titel Ehrenbürger.
Mamoru Nishida verstarb an den Folgen einer Lungenentzündung in einem Krankenhaus der Präfektur Ehime.